# Гутоп, Григорий Владимирович
Григорий Владимирович Гутоп (12 марта 1853 — после 1917)  —  присяжный поверенный, депутат Государственных дум I, III и IV созывов от Уфимской губернии.

## Биография
Из семьи чиновника, разночинец. Окончил Уфимскую гимназию, затем в 1874 году окончил со степенью кандидата прав юридический факультет Казанского университета. Поступил вольноопределяющимся на военную службу. 
- В 1877—1878 годах участвовал в русско-турецкой войне.
- В 1878—1884 служил мировым судьей, был непременным членом съезда мировых судей Уфимской губернии.
- С 1891 присяжный поверенный. Один из лучших адвокатов в Уфе, получил лестное прозвище «Уфимский златоуст». В год зарабатывал до 8 тысяч рублей.
- С 1881 гласный Уфимского уездного земства.
- В 1882—1913 годах гласный Уфимской городской думы.
- С 1902 гласный Уфимского губернского земства.
- Участвовал  в съездах земских и городских деятелей в Москве, представляя на них Уфу. Владел земельным участком в 250 десятин и двумя домами (оценены в 2 тысячи рублей).

26 марта 1906 избран в Государственную думу I созыва от общего собрания выборщиков Уфимского губернского собрания. Беспартийный, по взглядам близок к Конституционно-демократической фракции. В Думе с речами не выступал. После роспуска Думы в середине июня 1906 вернулся в Уфу.
15 октября 1907 избран в Государственную думу III созыва от 1-го съезда городских избирателей. Входил в Конституционно-демократическую фракцию. Член комиссии по местному самоуправлению, комиссии по городским делам, комиссии по направлению законодательных предположений. Докладчик Комиссии по направлению законодательных предположений. Подписал законопроект «Об изменении Правил о порядке рассмотрения государственной росписи», а также «О введении земства в Сибири», «Об учреждении землеустроительных комиссий в Степном крае», «О найме торговых служащих», «О распространении на Астраханскую губернию Положения о земских учреждениях», «О введении в Архангельской губернии земского самоуправления», «Об изменении городского избирательного закона», «Об отмене смертной казни».
19 октября 1912 избран в Государственную думу IV созыва от 1-го съезда городских избирателей. Входил в Конституционно-демократическую фракцию. Член  редакционной и распорядительной комиссий, комиссии по городским делам, комиссии о преобразовании полиции в империи. Член Прогрессивного блока.
В 1916 году за ним значилось имение с 8 служащими в 1 версте от села Таптыково Уфимской губернии.
20 февраля 1917 года в преддверии революции Г. В. Гутоп писал: «Тяжко вообще живется здесь. Что голодаем и мерзнем — это бы пустяки. Все перенести легко, когда есть уверенность, что переносишь ради успеха того дела, которому служишь. А вот когда видишь, что во всем — что дальше, то хуже, — и не видишь хотя бы вдали малого луча света, трудно жить».
- 2—13 марта 1917 был главой Комиссии по внутреннему распорядку Думы.
- 14—18 марта 1917 являлся комиссаром Временного комитета Государственной думы (ВКГД) и Временного правительства по сопровождению великого князя Николая Николаевича в Ливадию.
- 19 марта 1917 участвовал в заседании Ялтинского комитета общественной безопасности, в ходе которого дал разъяснения о действиях Временного правительства и ВКГД.
- В 20-х числах марта в составе делегации думцев находился в действующей армии, объезжал войска 6-го корпуса.
- 8 апреля 1917 избран членом Временного высшего дисциплинарного суда.
- В конце мая назначается членом Особого Закавказского комитета (ОЗАКОМ -а), переезжает в Тифлис, для участия в работе .
- 2 сентября 1917 г., вместе с председателем м членами ОЗАКОМ-а подает в отставку.

В 1918 году был арестован ЧК, освобождён по ходатайству наркома А. Д. Цюрупы (своего бывшего подзащитного), уехал из Петрограда сперва в Гудауту, затем в Майкоп.
В феврале 1920 года упоминается член Майкопской Городской Управы Г. В. Гутоп, по-видимому, речь идёт именно о Григории Владимировиче Гутопе.
Умер в Майкопе в 1924 г.(?).

## Семья
Женат, двое детей: Ольга Григорьевна и Вадим Григорьевич Гутоп.

## Награды
Серебряная медаль «За русско-турецкую войну».